# Товариство молодих вчених і спеціалістів
Товариство молодих вчених і спеціалістів — це підрозділ Львівського національного медичного університету імені Данила Галицького, який координує роботу вчених університету віком до 35 років. До цієї категорії належать: інтерни, магістри, клінічні ординатори, аспіранти та інші наукові співробітники університету, які активно займаються науково дослідною роботою за обраною спеціальністю.

## Основні завдання товариства
- сприяння підвищенню якості підготовки спеціалістів, підвищенню кваліфікаційного рівня та постійному ознайомленню молодих лікарів із досягненнями медичної та суміжних наук;
- сприяння науковій діяльності молодих лікарів, підтримка самостійної науково-дослідницької роботи;
- підвищення теоретичного рівня і практичної значимості науково-дослідницьких робіт молодих вчених;
- сприяння публікації та впровадження в практику результатів наукових робіт молодих лікарів;
- проведення наукових з'їздів, конференцій, симпозіумів, виставок, семінарів та публікація збірок наукових праць;
- поширення міжнародних зв'язків, встановлення контактів з науковими товариствами України та зарубіжних країн для обміну делегаціями і спільної наукової діяльності;
- інформування української та зарубіжної громадськості про свою діяльність.

Створений нещодавно в Університеті реєстр молодих вчених і спеціалістів дає змогу слідкувати за динамікою зміни їхнього складу, ефективно та швидко поширювати інформацію про симпозіуми, з'їзди, конференції, наукові програми та інші заходи, що проводяться в Університеті та за його межами.